# Luís Englert
Luís Englert (São Leopoldo, 29 de agosto de 1861 – Porto Alegre, 9 de dezembro de 1931) foi um engenheiro, professor, político e empresario brasileiro.
Filho de Adolf Englert, imigrante alemão, e de Dona Maria Luísa Daudt, foi o primeiro engenheiro gaúcho a se diplomar engenheiro de minas, título este que conquistou na Universidade de Louvain da Bélgica, regressou ao Brasil em 1884, sendo depois professor da Escola de Engenharia de Porto Alegre.
Foi eleito  deputado estadual, à 21ª Legislatura da Assembleia Legislativa do Rio Grande do Sul, de 1891 a 1895. Como tenente-coronel da Guarda Nacional, tomou parte na Revolução de 1893.
Em abril de 1887 Englert, junto com Francisco J. Simon,  comprou a Cervejaria Christoffel do Frederico Christoffel, fundador da empresa em 1864. A cervejaria foi localizada na rua Voluntários da Pátria, beira margem do Rio Gravataí em Porto Alegre. Doou o terreno onde foi construída a sede do Ruderverein Germania, hoje Guaíba - Porto Alegre. Outros partes do terreno da cervejaria foram cedidos gratuitamente aos sociedades esportivas Radfahrer Verein Blitz e Fussball Club Porto Alegre.
Luís Englert foi vice-provedor da Santa Casa de Misericórdia de Porto Alegre. Em sua homenagem foi nomeado o Museu de Mineralogia e Petrologia Luiz Englert.